# Skovlunde
Skovlunde est une petite ville danoise dans la municipalité de Ballerup.
Elle se situe dans la banlieue de Copenhague à 12 km à l'ouest du centre-ville.

Elle compte environ 12 000 habitants.
La ville est desservie par le Réseau express régional de la Métropole de Copenhague, S-tog.

## Historique
La ville a été fondée au Moyen Âge et apparaît d'abord dans une documentation écrite (une lettre) qui remonte au 11 novembre 1249.
Skovlunde se compose de deux parties, l'ancien Skovlunde Gammel où l'on trouve des immeubles datant du XVIIe siècle et jusqu'au XVIIIe siècle.

L'autre partie de Skovlunde est le produit de la relocalisation de la population de Copenhague dans les années 1960 et est constituée de beaucoup de zones résidentielles nouvellement construites.

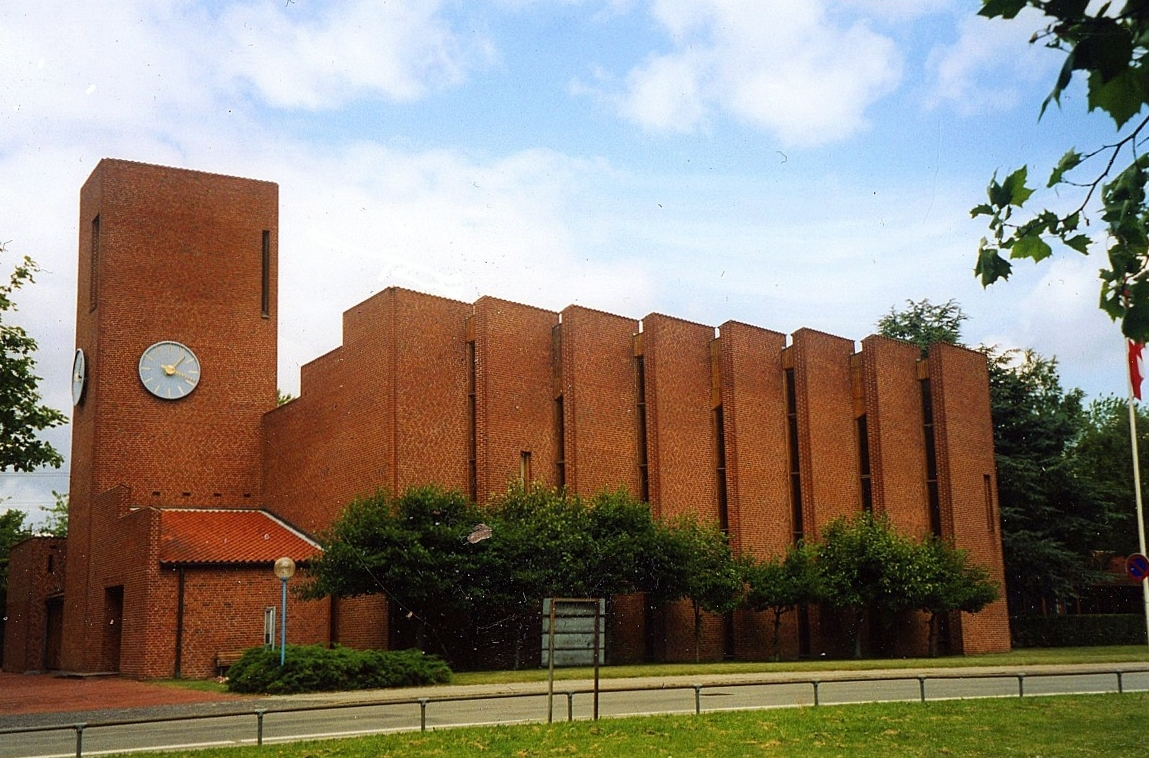
Église de Skovlunde

## Personnalités
- Kim Vilfort, footballeur danois